# Cornelia Stamm Hurter
Cornelia Stamm Hurter (* 8. November 1962 in Schaffhausen; heimatberechtigt in Schaffhausen, Schleitheim und Affoltern am Albis) ist eine Schweizer Politikerin (SVP). Sie wurde 2017 in den Schaffhauser Regierungsrat gewählt und übernahm beim Amtsantritt im April 2018 die Finanzdirektion.

## Karriere
Cornelia Stamm Hurter studierte an den Universitäten Fribourg und Exeter Jura. Nach dem Studiumabschluss im Jahr 1985 arbeitete sie zwei Jahre lang als Assistentin an der Rechtswissenschaftlichen Fakultät der Universität Fribourg. 1991 wurde sie über das Thema Der Betrag zur freien Verfügung gemäss Art. 164 ZGB promoviert. 1993 wurde sie zur Oberrichterin am Schaffhauser Obergericht gewählt. 1995 wurde sie von der Bundesversammlung als ausserordentliche Bundesrichterin im Nebenamt ans Bundesgericht berufen. Von 1996 bis 2004 war sie Vizepräsidentin der SVP Schweiz. Ausserdem war sie ab 2005 Grossstadträtin und Bürgerrätin der Stadt Schaffhausen und hatte 2015 den Ratsvorsitz. Ende Oktober 2019 wurde sie zur Präsidentin der Konferenz der Ostschweizerischen Justiz- und Polizeidirektoren gewählt. Über ihren Ehemann Thomas Hurter hat sie eine Zutrittsberechtigung für das Bundeshaus. Im September 2021 wurde sie vom Bundesrat, als Nachfolgerin von Ernst Stocker, zum Mitglied des Bankrats der Schweizerischen Nationalbank (SNB) gewählt. Sie trat ihr Amt am 1. Mai 2022 an.

## Persönliches
Stamm Hurter ist seit 1994 mit SVP-Nationalrat Thomas Hurter verheiratet, hat zwei 1996 und 1999 geborene Töchter und wohnt in Schaffhausen. Sie ist die Halbschwester des Lehrers Markus Stamm, der seit 1981 als verschollen gilt und dessen Schicksal im 2017 erschienenen Film Jungle thematisiert wird.

## Werke
- Der Betrag zur freien Verfügung gemäss Art. 164 ZGB, Freiburg (Schweiz): Univ.-Verl., 1991, ISBN 978-3-7278-0755-8.[9]